# Codonorchis
Codonorchis Lindl., 1840 è un genere di piante della famiglia delle Orchidacee endemico del Sud America. È l'unico genere della tribù Codonorchideae(sottofamiglia Orchidoideae).

## Distribuzione e habitat
Il genere è presente in Brasile meridionale, Argentina (comprese le isole Falkland) e Cile.

## Tassonomia
Comprende le seguenti specie:
- Codonorchis canisioi Mansf., 1936
- Codonorchis lessonii (d'Urv.) Lindl., 1840